# Nematinae

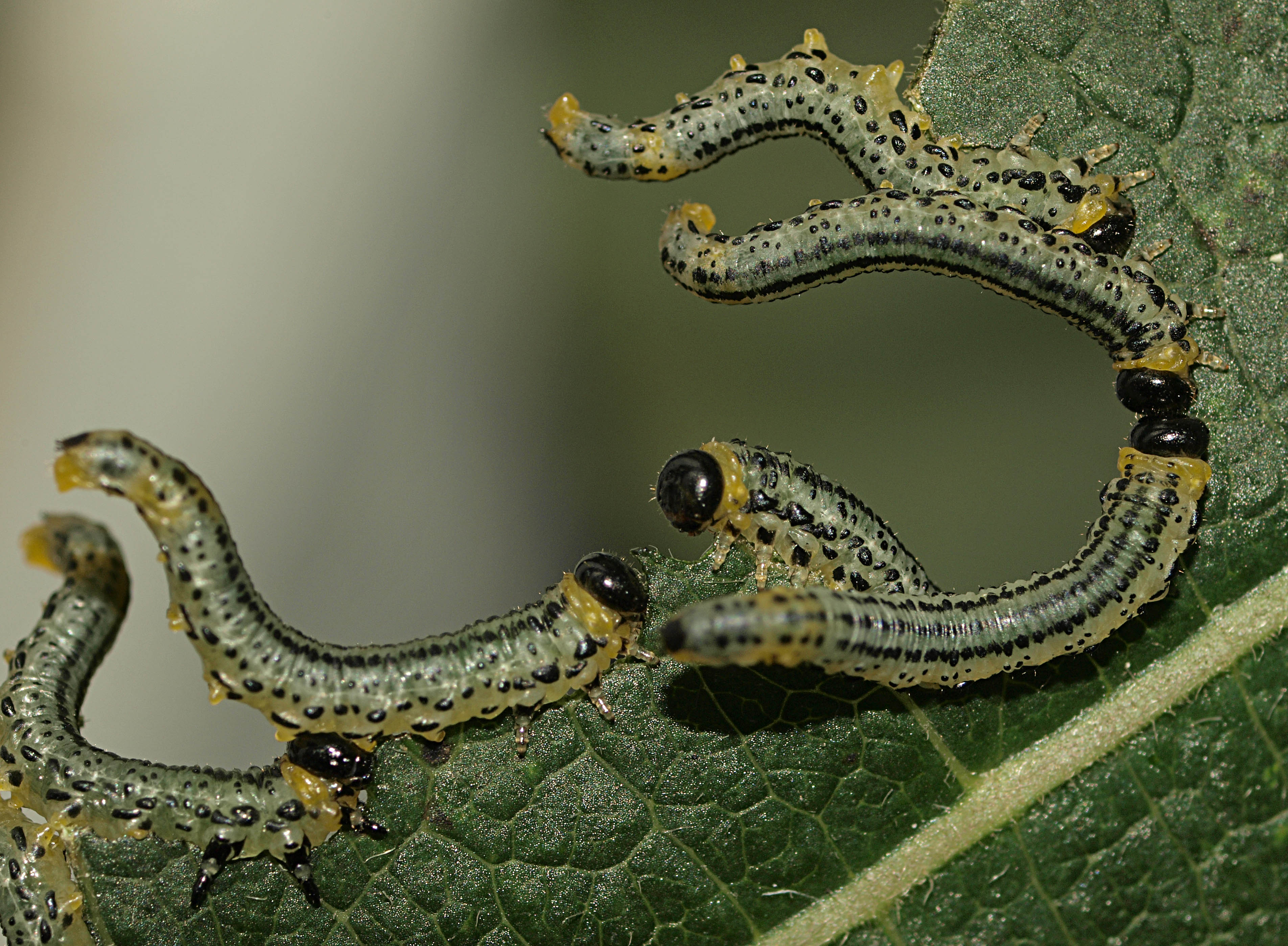
Larven von Nematus papillosus

Die Nematinae sind eine Unterfamilie in der Familie der Echten Blattwespen (Tenthredinidae). Das Taxon geht auf den schwedischen Entomologen Carl Gustaf Thomson (1824–1899) im Jahr 1871 zurück. Typusgattung ist Nematus Panzer, 1801. Die Arten kommen fast ausschließlich in Eurasien und in Nordamerika vor.

## Merkmale
Die Blattwespen zeichnen sich durch folgende Eigenschaften in der Flügeladerung der Vorderflügel aus. Die Vorderflügelzelle 1M ist apikal leicht verengt. Die Adern M und 1m-cu konvergieren zum Pterostigma hin. Die Flügelader 2m-cu trifft die Zelle 1Rs von oben.

## Lebensweise
Die Larven der meisten Arten sind frei beweglich und fressen an den Blättern ihrer Wirtspflanzen. Es gibt auch Arten, deren Larven Pflanzengallen bilden, als Minierer in Blättern oder Stängeln leben, oder sich in unreifen Früchten entwickeln.

## Innere Systematik
Phylogenetische und molekularbiologische Studien von Prous et al. (2014) führten zu einer Revision der Unterfamilie. Die Nematinae umfassen mehr als 1250 Arten in etwa 35 Gattungen. Mehrere Gattungen werden bestimmten Kladen zugeordnet. Eine Gliederung in die Tribus Cladiini, Dineurini, Hoplocampini, Nematini und Pseudodineurini gilt offenbar zurzeit noch als zu unsicher. Im Folgenden die Gattungen der Nematinae mit Verbreitungsgebiet nach Prous et al. (2014).
- Adelomos Ross, 1935 – Nearktis
- Anhoplocampa Wei, 1998 – Ostpaläarktis, Orientalis
- Anoplonyx Marlatt, 1896 – Holarktis
- Armenocampus Zinovjev, 2000 – Westpaläarktis
- Caulocampus Rohwer, 1912 – Nearktis
- Cladius Illiger, 1807 – Paläarktis, Nearktis, Orientalis, [Neotropis], [Australasien], fossil
- Craterocercus Rohwer, 1911 – Nearktis
- Dinematus Lacourt, 2006 – Westpaläarktis
- Dineura Dahlbom, 1835 – Holarktis, fossil
- Driocampus J. Zhang & X. Zhang, 1990 – fossil
- Endophytus Hering, 1934 – Westpaläarktis
- Eohemichroa Zhelochovtsev & Rasnitsyn, 1972 – fossil
- Euura Newman, 1837 – Holarktis, Orientalis, [Neotropis], [Afrotropis], [Australasien], fossil
- Fagineura Vikberg & Zinovjev, 2000 – Ostpaläarktis
- Fallocampus Wong, 1977 – Nearktis
- Florissantinus Zhelochovtsev & Rasnitsyn, 1972 – fossil
- Hemichroa Stephens, 1835 – Holarktis, Orientalis
- Hoplocampa Hartig, 1837 – Holarktis, Orientalis, fossil
- Katsujia Togashi, 1964 – Ostpaläarktis
- Kerita Ross, 1937 – Nearktis
- Megadineura Malaise, 1931 – Ostpaläarktis, Orientalis
- Mesoneura Hartig, 1837 – Paläarktis
- Messa Leach, 1817 – Westpaläarktis
- Monocellicampa Wei, 1998 – Ostpaläarktis
- Moricella Rohwer, 1916 – Orientalis
- Nematinus Rohwer, 1911 – Holarktis
- Nematus Panzer, 1801 – Holarktis, Orientalis
- Neodineura Taeger, 1989 – Westpaläarktis
- Nescianeura Lacourt, 2006 – Westpaläarktis
- Platycampus Schiödte, 1839 – Paläarktis, Orientalis
- Pristiphora Latreille, 1810 – Holarktis, Orientalis, Neotropis
- Pseudodineura Konow, 1885 – Holarktis
- Renonerva Wei & Nie, 1998 – Ostpaläarktis
- Stauronematus Benson, 1953 – Paläarktis
- Susana Rohwer & Middleton, 1932 – Nearktis